# Melissa Seidemann
Melissa Seidemann (26 de juny de 1990) és una jugadora de waterpolo estatunidenca. Va guanyar el campionat nacional amb la Universitat Stanford al 2011 i la medalla d'or amb l'equip nacional dels Estats Units als Jocs Olímpics de 2012.

## Carrera
Seidemann va començar a jugar per a l'equip nacional dels EUA el 2010. Ella va anotar tres gols en la Lliga Mundial FINA Super Final d'aquest any i els dos gols a la Copa del Món FINA, ajudant als EUA a guanyar tots dos esdeveniments.
El 2011, els EUA va guanyar la Super Final de la Lliga Mundial FINA de nou, hi va marcar dos gols. Va realitzar 11 gols als Jocs Panamericans, i ocupa el tercer lloc en l'equip, i els EUA van guanyar la medalla d'or i es va classificar pels Jocs Olímpics de 2012. Els EUA van passar a guanyar l'or en els Jocs Olímpics, també.